# Albert I de Bèlgica
Albert I de Bèlgica (Brussel·les, 1874 - Marche-les-Dames, 1934), fou rei dels belgues de 1909 a 1934 i el tercer rei després del seu oncle Leopold II de Bèlgica i el seu avi Leopold I de Bèlgica.

## Origen
Albert era fill del príncep Felip de Bèlgica i de la princesa Maria de Hohenzollern-Sigmaringen. Era net per via paterna del rei Leopold I de Bèlgica i de la princesa Lluïsa d'Orleans i per via materna del príncep sobirà Carles Antoni de Hohenzollern-Sigmaringen i de la princesa Josepa de Baden.

## Família
Albert es casà amb la princesa Elisabet de Baviera. La princesa era duquessa a Baviera i provenia de la branca segona de la casa reial dels Wittelshbach iniciada pel casament de la princesa Lluïsa de Baviera i el príncep Maximilià de Baviera. La princesa era filla del duc Carles Teodor de Baviera i de la infanta Maria Josepa de Portugal. La princesa havia nascut al castell de Possenhofen l'any 1876. Era neboda de l'emperadriu Elisabet de Baviera Sissi. La parella va tenir tres fills que arribaren a l'edat adulta:
- SM el rei Leopold III de Bèlgica nat el 1901 i mort el 1983 a Brussel·les. Es casà en primeres núpcies amb la princesa Àstrid de Suècia i en segons núpcies amb Maria Liliana Baels.[4]
- SAR el príncep Carles de Bèlgica nat el 1903 i mort el 1983 a Brussel·les. Es casà amb la senyora Jacqueline Peyrebrune.[4]
- SM la reina Maria Josep de Bèlgica nascuda el 1906 a Brussel·les i morta el 2001 a Ginebra. Es casà amb el rei Humbert II d'Itàlia.[4]

## Formació: senador de dret

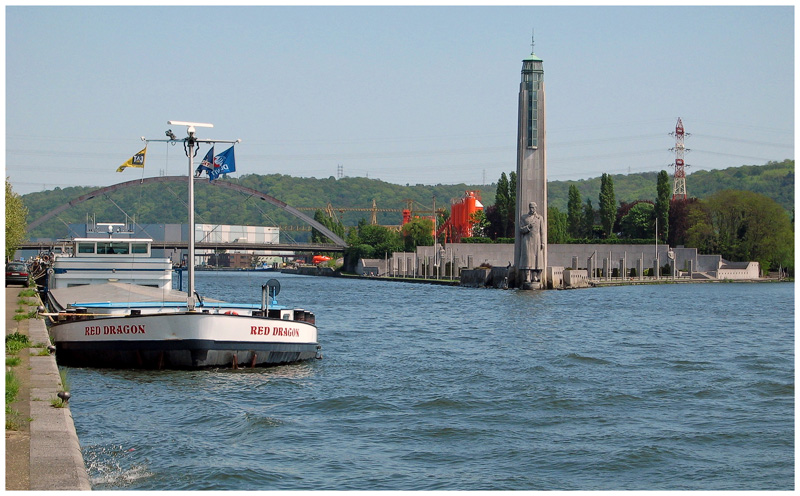
Monument pel rei Albert I a l'inici del canal Albert a Lieja

La seva carrera política s'inicià al senat belga al qual va ésser senador de dret, no elegit, de l'any 1893 fins a l'any 1898. Sense mandat dels electors, els fills del rei tenen un paper discret com a senador i només han d'utilitzar aquest fòrum per a tractar temes d'interès general. Albert va interessar-se al desenvolupament de la infraestructura viària, ferroviària i naval. Més tard, el canal d'Anvers a Lieja, una idea que va sostenir va rebre el seu nom: el Canal Albert. L'any 1909 succeí al seu oncle Leopold II de Bèlgica.

## Regnat
Home de gran coratge prengué el control de les tropes belgues durant la Primera Guerra Mundial i mostrà la seva oposició a les tropes austrogermàniques. La invasió alemanya era una vulneració del tractat de Londres (1839), pel qual Prússia garantia la neutralitat de Bèlgica. Albert no va pas seguir el govern en exili a Saint-Adresse a prop de Le Havre a França. El fet que va romandre al país i sostenir les tropes als marges de l'IJzer li va valdre molta simpatia després de la guerra. Participà amb els aliats en les maniobres defensa i d'alliberament del país.
Durant el seu regne, el parlament introduí el sufragi universal (1919) després d'un conflicte social i polític que va començar al segle xix. Les centenars de milers víctimes al camp de batalla de l'IJzer van palesar la injustícia d'haver de morir per a la pàtria sense mai tenir el dret de votar per a aquesta. Sembla que Albert havia comprès que el somni latent d'absolutisme dels seus predecessors Leopold I i II, era una cosa del passat.

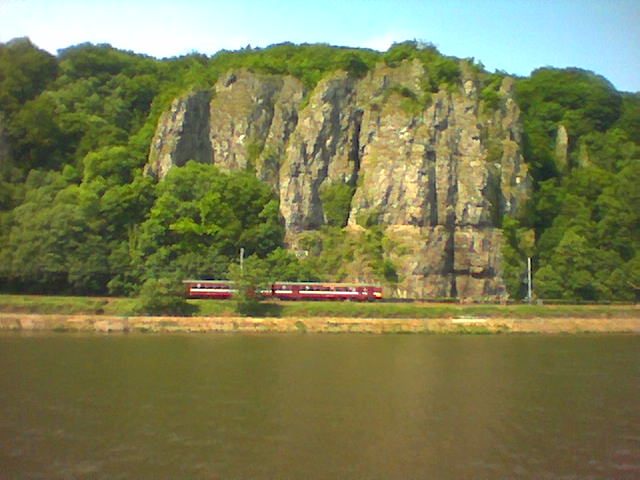
Espadat on Albert I morí

Tingué cura del desenvolupament de les arts, de les infraestructures i de la ciència. Assegurà l'arbitratge informal del parlament entre els partits catòlics, liberals i socialistes i el conflicte creixent entre la gent de parla francesa i neerlandesa. Va sostenir discretament el projecte de la creació de la primera universitat de parla neerlandesa que va obrir-se el 1930 a Gant mentre que va respectar les prerrogatives dels parlaments.
Participà en nombroses expedicions de caràcter naturalista i cultural entre les quals destaca una al Congo (1909), a Amèrica o a la Gran Bretanya. Fou membre de L'Académie de Sciences Morales et Politiques de França (1925) i creà el Fonds National de Recherche Scientifique Belge (1927).

## L'alpinista
Albert 1er evidencià al llarg de la seva vida una forta passió pel muntanyisme. Tenia una gran preferència pel Mont Blanc, Valais, als Dolomites. El 29 d'agost 1930 es va inaugurar el nou refugi de la Glacera del Tour, amb el seu nom Refugi Albert Primer ofert pel Club Alpí belga al Club Alpí Francès. Albert va donar el seu nom a l'agulla Torre Re Albert pas d'extrema dificultat.

## Mort
Morí l'any 1934 a Marche-les-Dames (avui un nucli de la ciutat de Namur), mentre participava en l'escalada a un espadat prop del marge del Mosa.